# Agata Gawlak
Agata Gawlak – polska architekt, profesor Politechniki Poznańskiej. Od września 2024 jest dziekaną Wydziału Architektury Politechniki Poznańskiej. Wcześniej przez 8 lat pełniła funkcję prodziekana ds. nauki . 
Prowadzi badania naukowe w obszarze projektowania uniwersalnego, projektowania dla zdrowia, jakości życia w miastach, zrównoważonego rozwoju oraz wykorzystania nowych technologii w projektowaniu w tym gerontechnologii. Jest autorką ponad 60 artykułów naukowych, a wyniki badań prezentowała na licznych konferencjach krajowych i naukowych. 
Jest autorką monografii "Mieszkanie dla zdrowia. Projektowanie dla przyszłych seniorów", w której analizuje potrzeby projektowe starzejącego się społeczeństwa. Za tą publikację uzyskała w 2022r. 1 nagrodę w konkursie Izby Architektów RP na najlepsze prace i publikacje naukowe mające znaczenie dla wykonywania zawodu architekta,
Jest członkinią wielu rad naukowych oraz recenzentką w krajowych i międzynarodowych czasopism naukowych.
Jest czynną projektantką i architektką z ponad 100 zrealizowanymi projektami, w tym obiektami mieszkalnymi, przemysłowymi i usługowymi, w tym placówkami medycznymi. Wraz z dr Agnieszką Ptak-Wojciechowską prowadzi pracownię "AGE-proof design" zajmującą się projektowaniem odpornym na wiek, która otrzymała wyróżnienie honorowe w międzynarodowym konkursie za projekt modułów senioralnych na dachu "AGEpROOF" w konkursie 'Reusing Rooftops Barcelona 2024' zorganizowanym przez Fundację Miesa Van der Rohe.
W 2024r. została wyróżniona Nagrodą Ministra Nauki za znaczącą działalność wdrożeniową.
Jest członkinią Izby Architektów RP, Stowarzyszenia Architektów RP, a także Advisory Group - Terms of Reference Centre for Urban Wellbeing, Birmingham University oraz Zespołu Eksperckiego ds. Dostępności i Projektowania Inkluzywnego Stowarzyszenia Architektów RP w Warszawie. 
Jest ekspertem Polskiej Komisji Akredytacyjnej w dyscyplinie architektura i urbanistyka. 
Jest członkiem zespołu doradczego do oceny wniosków o przyznanie stypendiów Ministra Właściwego do Spraw Szkolnictwa Wyższego i Nauki dla studentów i wybitnych młodych naukowców. Kieruje grantami związanymi z projektowaniem uniwersalnym, planowaniem przestrzennym oraz jakością kształcenia architektów i urbanistów.